# 5815 Shinsengumi
5815 Shinsengumi este un asteroid din centura principală de asteroizi.

## Descriere
5815 Shinsengumi este un asteroid din centura principală de asteroizi. A fost descoperit pe 3 ianuarie 1989 la Geisei de Tsutomu Seki. El prezintă o orbită caracterizată de o semiaxă mare de 3,19 ua, o excentricitate de 0,04 și o înclinație de 22,8° în raport cu ecliptica.